# Wouterus Verschuur

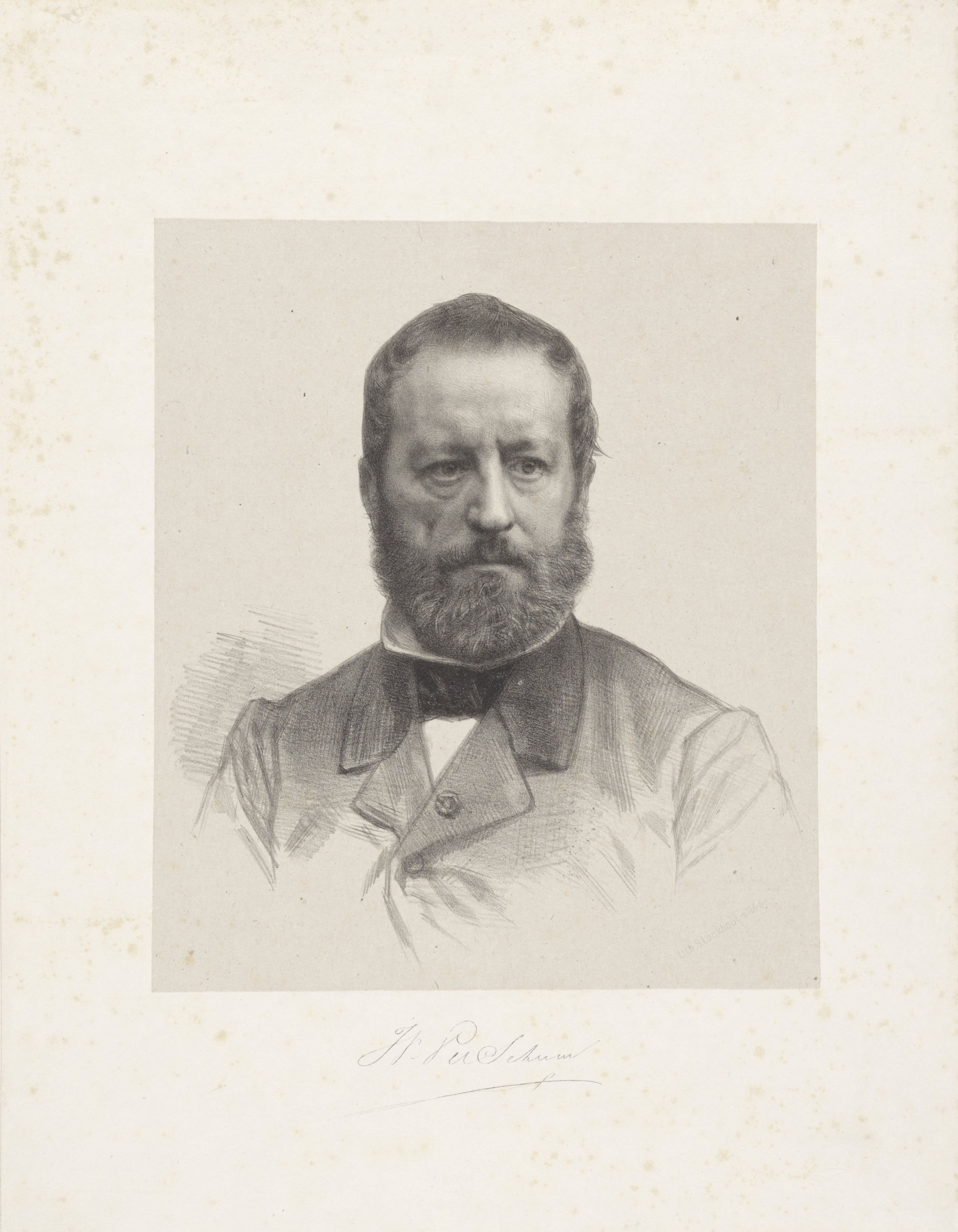
Portret van Wouterus Verschuur

Wouterus Verschuur (Amsterdam, 11 juni 1812 – Vorden, 4 juli 1874) was een Nederlands kunstschilder, lithograaf en graficus. 
Wouter Verschuur was leerling van de landschappen- en dierenschilders Pieter Gerardus van Os en Cornelis Steffelaar.
In 1831 en 1832 won hij de Felix Meritis-prijs. In 1833 werd hij lid van de Koninklijke Academie in Amsterdam en in 1839 van Arti et Amicitiae in dezelfde stad. Tussen 1842 en 1868 woonde en werkte hij in Den Haag, Doorn (1842), Haarlem (1858-1868) en Amsterdam (1846-1857 en 1869-1874). In 1867 woonde hij in Brussel.
Hij is voornamelijk bekend door zijn magistrale paardenschilderijen. De 17de-eeuwse paardenschilder Philips Wouwerman was hiervoor een bron van inspiratie.Hij won met dergelijke schilderijen naam en faam vanaf 1840. Hij was een meester in het natuurgetrouw weergeven van paarden, zowel naar ras als naar houding. Het paard (bij voorkeur wit), maar ook soms honden, is telkens zeer centraal in de voorstelling gezet, geplaatst in een lichtbundel. Daarmee sluit hij aan bij de clair-obscurtraditie. Ook in het buitenland trok hij de aandacht. In 1855 kocht Napoleon III een van zijn inzendingen op de Wereldtentoonstelling van Parijs. Hij bereikte het toppunt van zijn faam in 1860. Hij wordt dan ook gerekend tot de laatste generatie van Nederlandse Romantische dierenschilders. Verschuur werkte soms samen met de landschapsschilder Cornelis Springer.
Naast schilderijen maakte hij ook tekeningen, vaak ook met paarden als onderwerp.
Leerlingen van Verschuur zijn onder andere zijn zoon Wouterus Verschuur jr. en Anton Mauve. Hoewel Mauve slechts enkele maanden in 1858 in het atelier van Verschuur werkte, nam hij diens stijl over in het schilderen van trekpaarden en ossen.
Werk van Verschuur is onder andere te vinden in het Amsterdams Historisch Museum en het Rijksmuseum in Amsterdam, het Museum Boijmans van Beuningen in Rotterdam, het Stedelijk Museum Zutphen in Zutphen en het John Selbach Museum in Maaseik.

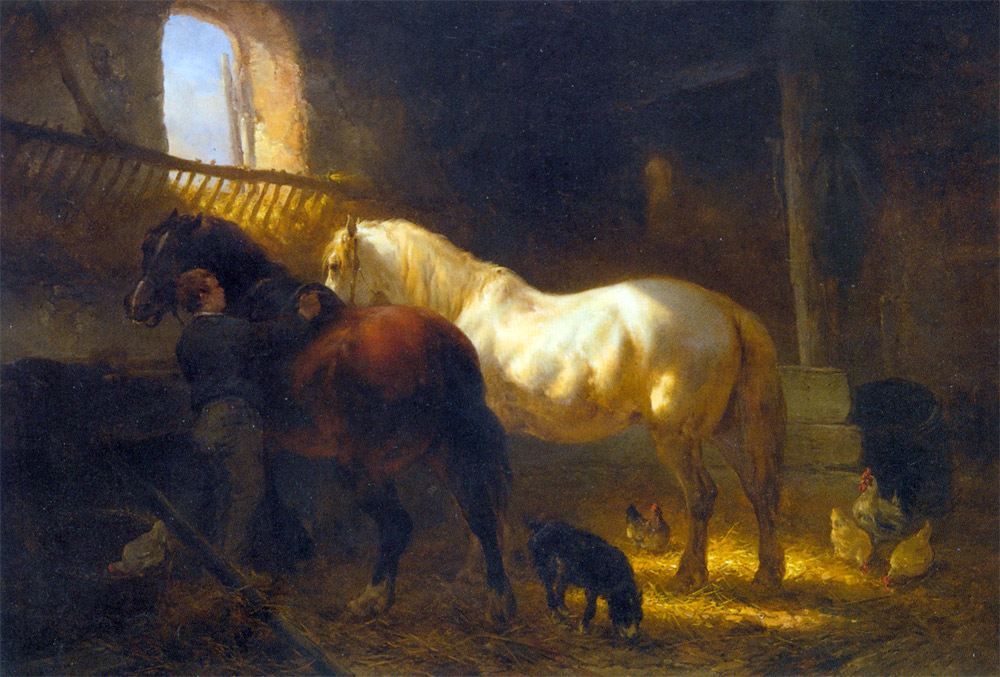
Paarden op stal
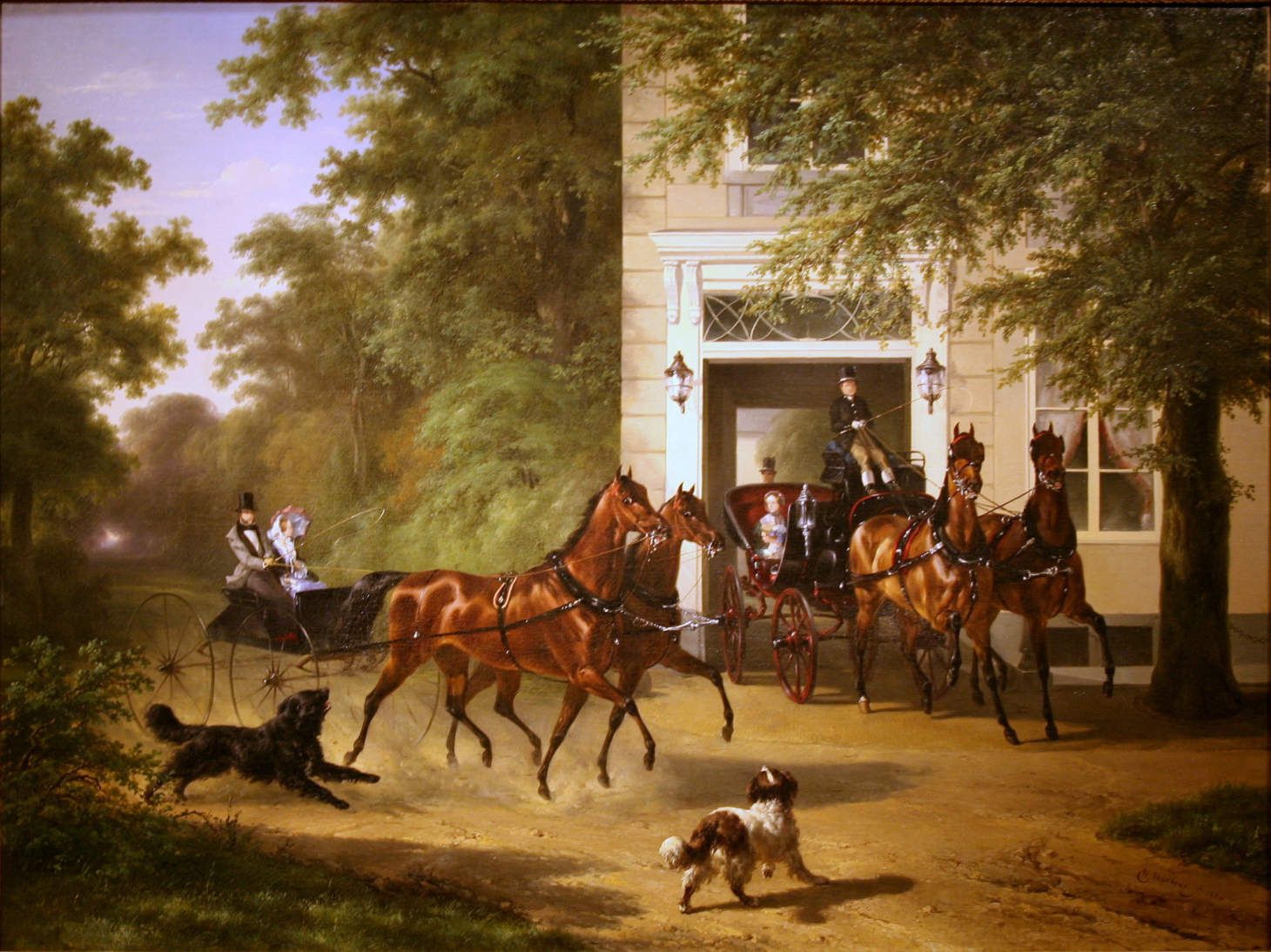
August Belmont met gezelschap in een rijtuig
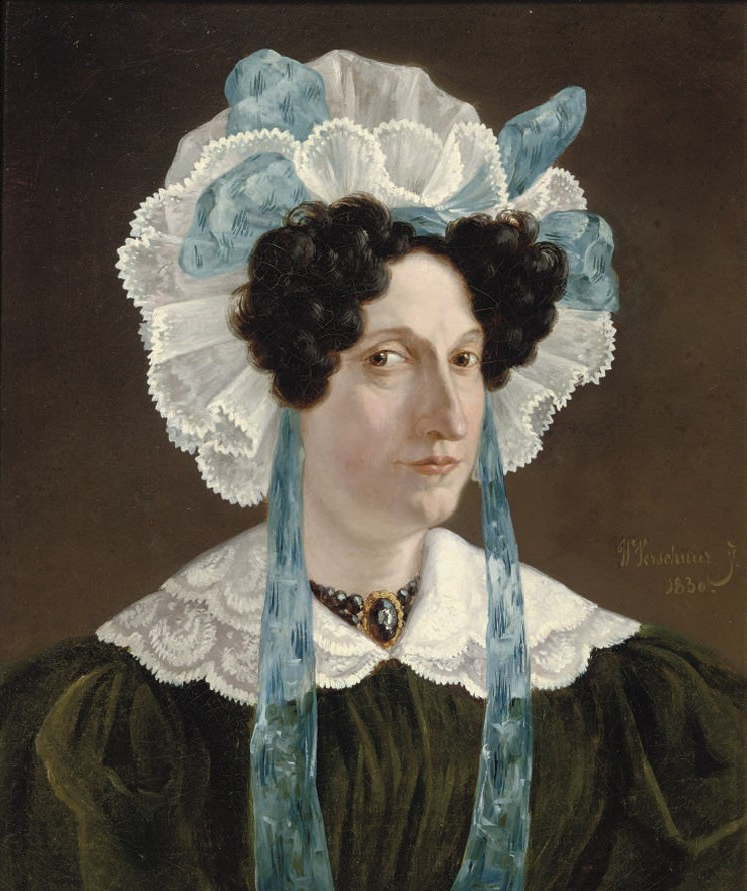
Petronella Palairet (1787-1847)
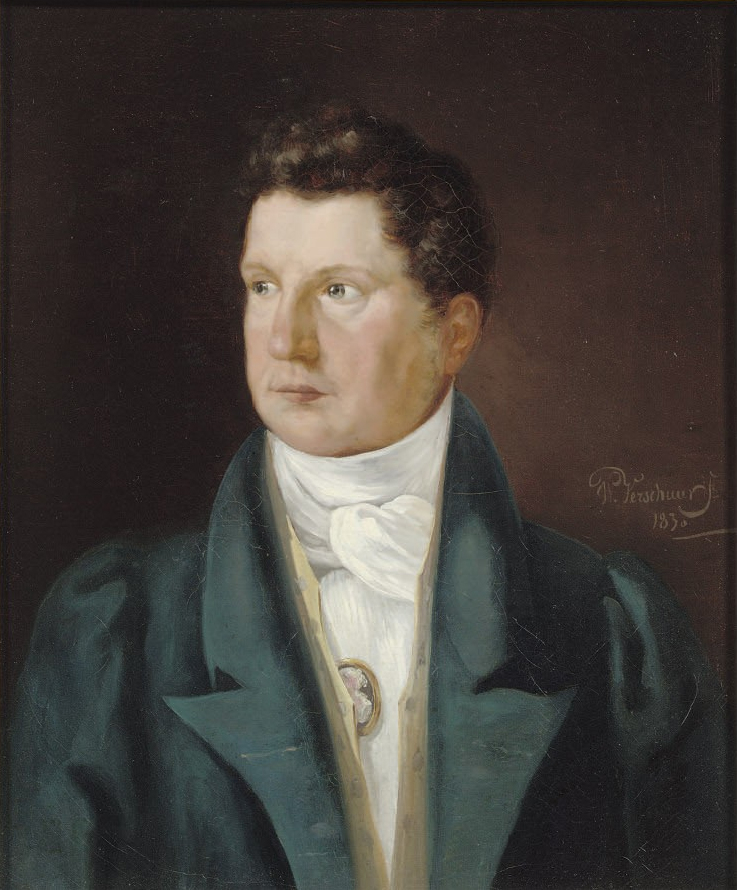
Gerrit Verschuur (1787-1848)
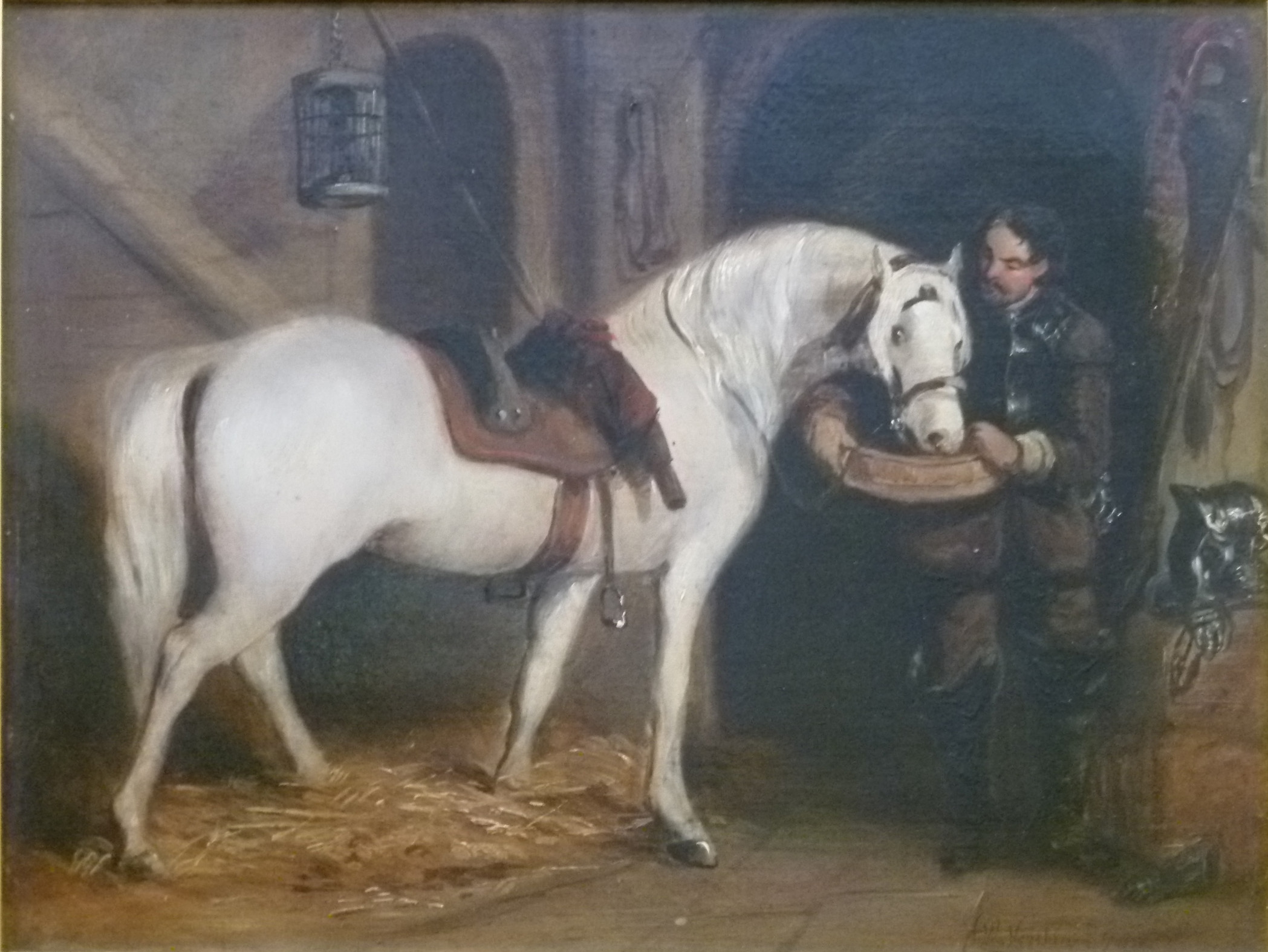
Het witte paard (1867) (privébezit)